# محمد العاضي
محمد يحيى حسين العاضي (1944-2022)، من مواليد مديرية شبام كوكبان، محافظة المحويت، هو اقتصادي وأكاديمي ووزير يمني سابق. درس في القاهرة بجمهورية مصر العربية وبعد تخرجه وعودته إلى اليمن (الشطر الشمالي سابقًا) أوائل السبعينيات من القرن الماضي شغل عدة مناصب وزارية وحكومية رفيعة آخرها عضو مجلس الشورى (الغرفة الثانية للبرلمان اليمني) من عام 2001 وحتى وفاته في سبتمبر 2022.

## أهم المناصب التي تقلدها
يعتبر العاضي من الشخصيات الاقتصادية والمالية البارزة، فإلى جانب وظيفته الأساسية بصفته أستاذ الاقتصاد بجامعة صنعاء، شغل مناصب وزارية ومالية خلال سبعينيات وثمانينيات القرن الماضي في أكثر من حكومة في الجمهورية العربية اليمنية (اليمن الشمالي سابقاً) أهمها:
- وكيل قطاع الإيرادات بوزارة المالية
- مناصب إدارية بوزارة الخارجية
- رئيس مصلحتي الضرائب والجمارك
- وزير المالية في أكثر من حكومة
- وزير التموين والتجارة
- ثم عُيِّن عضوًا في مجلس الشورى (1988-1990)[5]

وبعد إعلان الوحدة اليمنية وقيام الجمهورية اليمنية في مايو 1990
- عُيِّن عضوًا في مجلس النواب المؤقت للفترة الانتقالية 1990-1993 والذي تشكل عقب إعلان الوحدة اليمنية وقيام الجمهورية اليمنية في 22 مايو 1990.[6]
- ثم عُيِّن عضوًا في مجلس الشورى ومقرر اللجنة المالية بالمجلس منذ العام 2001 حتى وفاته.[7][3][1][8]

## وفاته
توفي في صنعاء يوم الإثنين 05 سبتمبر 2022، الموافق 9 صفر 1444 هجرية ودفن في مقبرة الدفعي يوم الثلاثاء 06 سبتمبر 2022.